# Умершие в январе 1994 года
Это список известных людей, соответствующих установленным критериям значимости (см. Википедия:Критерии значимости персоналий), умерших в январе 1994 года.
Причина смерти указывается лишь в исключительных случаях (убийство, самоубийство, гибель в результате военных действий, смертная казнь, ДТП или несчастные случаи). В остальных случаях — не указывается.
- 1 января — Иван Гранкин (69) — Герой Советского Союза.
- 1 января — Григорий Сандлер (81) — советский хормейстер.
- 2 января — Виктор Аристов (50) — советский и российский кинорежиссёр, актёр, сценарист.
- 2 января — Виталий Рубен (79) — советский политик.
- 3 января — Михаил Дейч (77) — советский и российский учёный-теплоэнергетик, механик и инженер; доктор технических наук, профессор.
- 3 января — Марк Еленин — русский советский писатель, прозаик, кинодраматург.
- 4 января — Семён Тутученко (80) — Герой Советского Союза.
- 4 января — Хайнц Шуссиг (67) — немецкий футболист.
- 5 января — Пётр Вескляров (82) — советский украинский актёр,заслуженный артист УССР.
- 5 января — Павел Поправка (79) — участник Великой Отечественной войны. Герой Советского Союза
- 6 января — Георгий Лобов (78) — участник Великой Отечественной войны. Герой Советского Союза
- 7 января — Лидия Жуковская (73) — историк древнерусского языка, палеограф, доктор филологических наук.
- 7 января — Александр Карушин (70) — участник Великой Отечественной войны, Герой Советского Союза.
- 7 января — Фёдор Колокольцев (84) — участник Великой Отечественной войны, Герой Советского Союза.
- 8 января — Андрей Седых (91) — русский литератор, деятель эмиграции.
- 8 января — Александр Юдин (68) — Герой Советского Союза.
- 10 января — Михаил Бозененков (72) — советский футболист и футбольный тренер, заслуженный тренер СССР.
- 10 января — Валентин Дякин (63) — советский и российский историк.
- 10 января — Роман Ткачук (61) — советский актёр театра и кино.
- 11 января — Гений Агеев (64) — генерал-полковник госбезопасности, в 1990—1991 — 1-й заместитель председателя КГБ СССР, в 1990—1993 — народный депутат РСФСР.
- 11 января — Хизри Магомедов (74) — Полный кавалер ордена Славы.
- 12 января — Сэмюэл Бронстон (85) — американский кинопродюсер.
- 12 января — Владимир Владимиров — начальник 5-го специального отдела[1] НКВД СССР.
- 12 января — Олег Коротаев (44) — советский спортсмен-боксёр.
- 12 января — Густав Наан (74) — советский философ, физик и космолог.
- 12 января — Нехемья Тамари (47) — генерал-майор Армии обороны Израиля.
- 13 января — Константин Карелин (86) — Герой Советского Союза.
- 13 января — Владимир Тихомиров (78) — советский геолог.
- 14 января — Зино Давидофф — швейцарский промышленник.
- 14 января — Эстер Ралстон (91) — американская актриса.
- 16 января — Григорий Богомазов (75) — Герой Советского Союза.
- 16 января — Михаил Мархеев (73) — Герой Советского Союза.
- 17 января — Алексей Горев (72) — Герой Советского Союза.
- 18 января — Виктор Киреев — Герой Советского Союза.
- 18 января — Фёдор Прокофьев (78) — Герой Советского Союза.
- 19 января — Ойген Каменка (65) — австралийский философ-марксист.
- 19 января — Юрий Розенблюм — российский литературовед.
- 19 января — Иван Терещук (78) — Герой Советского Союза.
- 21 января — Николай Баленко (72) — Герой Советского Союза.
- 22 января — Жан-Луи Барро (83) — французский актёр и режиссёр.
- 23 января — Адольф Баллер — австро-американский пианист.
- 23 января — Николай Огарков (76) — Герой Советского Союза.
- 24 января — Басиль Асад (31) — старший сын 15-го президента Сирии Хафеза Асада, старший брат 16-го президента Башара Асада; автокатастрофа.
- 24 января — Пётр Кулаков (70) — Герой Советского Союза.
- 24 января — Сергей Щербаков (75) — советский боксёр.
- 25 января — Александра Демская (76) — советский архивист, москвовед и музеевед.
- 25 января — Юрий Косыгин (83) — советский и российский геолог-тектонист.
- 25 января — Алексей Саморядов (31) — русский писатель и сценарист.
- 26 января — Алесь Адамович (66) — русский и белорусский советский писатель,  сценарист, литературовед.
- 27 января — Борис Воронцов-Вельяминов (89) — советский астроном, член-корреспондент Академии педагогических наук СССР.
- 27 января — Лаура Эрнст (36) — американский сценарист и актриса; боковой амиотрофический склероз
- 28 января — Василий Кашенков (75) — Герой Советского Союза.
- 28 января — Виктор Макаров (70) — Герой Советского Союза.
- 28 января — Хэл Смит (77) — американский актёр радио, кино, телевидения и озвучивания.
- 29 января — Евгений Леонов (67) — советский и российский актёр театра и кино, народный артист СССР (1978).
- 30 января — Юлий Божек (78) — советский украинский актёр,народный артист УССР.
- 30 января — Пьер Буль (81) — французский писатель.
- 31 января — Александр Кочетов (74) — Герой Советского Союза.
- 31 января — Константин Кудрявцев (83) — советский конькобежец и легкоатлет.